# Publius Aufidius Exoratus
Publius Aufidius Exoratus war ein im 1. und 2. Jahrhundert n. Chr. lebender Angehöriger der römischen Armee.
Durch eine Inschrift auf einem Grabstein, der in Barcino gefunden wurde, ist belegt, dass Exoratus Centurio in drei Legionen war: zunächst in der Legio III Augusta, die in Nordafrika stationiert war, danach in der Legio XXX Ulpia Victrix und zuletzt in der Legio VII Gemina, die ihr Hauptlager in León in der Provinz Hispania Tarraconensis hatte.
Um 100/104 wurde die Legio XXX Ulpia Victrix durch Trajan in Italien neu aufgestellt. Exoratus wurde vermutlich um diese Zeit zusammen mit anderen Offizieren zu der neu aufgestellten Legion versetzt, um die Aushebung und Ausbildung der neuen Rekruten durchzuführen.
Der Grabstein wurde durch die Erben von Exoratus errichtet. Die Inschrift wird auf den Anfang des 2. Jahrhunderts datiert.